# Campost
Campost (сокращение от англ. Cameroon Postal Services — «Почтовые услуги Камеруна») — компания, созданная в 2004 году и обеспечивающая почтовую связь на территории Камеруна, официальный почтовый оператор страны. Представлена на правах регулярного члена во Всемирном почтовом союзе (с 1960).

## История

Первый логотип Campost, использовавшийся в 2004—2011 годах

Campost была основана в апреле 2004 года путём слияния почтовой компании фр. Société nationale des postes (Sonaposte) и почтово-сберегательного банка Caisse d’épargne postale (CEP). Однако новое предприятие испытывало финансовые трудности, оставаясь неплатёжеспособным.
За помощью в разрешении этих проблем камерунские власти обратились к канадской компании Tecsult International, с которой был заключён контракт на период с 2007 по 2009 год. В 2010 году было заключено сотрудничество с французской компанией Sofrepost, подразделением национальной почтовой компании Франции, которая представлена в Камеруне своей дочерней фирмой — оператором курьерной экспресс-доставки Chronopost.
В Камеруне отсутствует система почтовых индексов, а почтовые адреса на корреспонденции указываются в простом виде:
| M. Pierre Marie B.P. 6000 Yaoundé Cameroon |

На веб-сайте компании можно ознакомиться с перечнями выпусков и изображениями некоторых из почтовых марок Камеруна 1960-х — 1980-х годов, а также более поздних лет. Там же приводится информация о филателистических бюро в Яунде и Дуале, через которые можно приобрести марки страны.

## Организационная структура

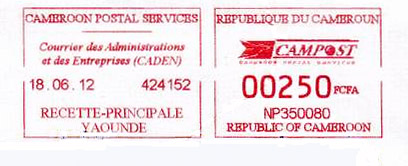
Франкотип компании Campost. На левом оттиске указаны «Courrier des Administrations et des Entreprises (CADEN)» и дата — «27.01.09»

Компания располагает следующими подразделениями и предприятиями:
- 232 почтовыми отделениями (по всей территории страны),
- 58 пунктами и агентств почтовых услуг EMS (во многих городах),
- двумя центрами сортировки посылок (в Дуале и Яунде),
- двумя сортировочно-транзитными центрами (в Дуале и Яунде),
- фирмой, отвечающей за эмиссию почтовых марок, и др.

## Руководство
В 2010 году один из руководителей французской компании Sofrepost, Эрве Берил (Hervé Beryl), был назначен генеральным директором почтовой службы Камеруна.